# Ládi-Rakodó–Miskolc-Rendező-vasútvonal
A MÁV 275-ös számú Ládi-Rakodó–Miskolc-Rendező-vasútvonala, néhol Miskolc–Diósgyőr vonal, egy egyvágányú, részben villamosított, kizárólag teherforgalmú vasútvonal Miskolc területén. Hossza Miskolc-Rendezőtől számítva 9, Miskolc-Tiszai pályaudvartól számítva 11 km.

## Előzmények

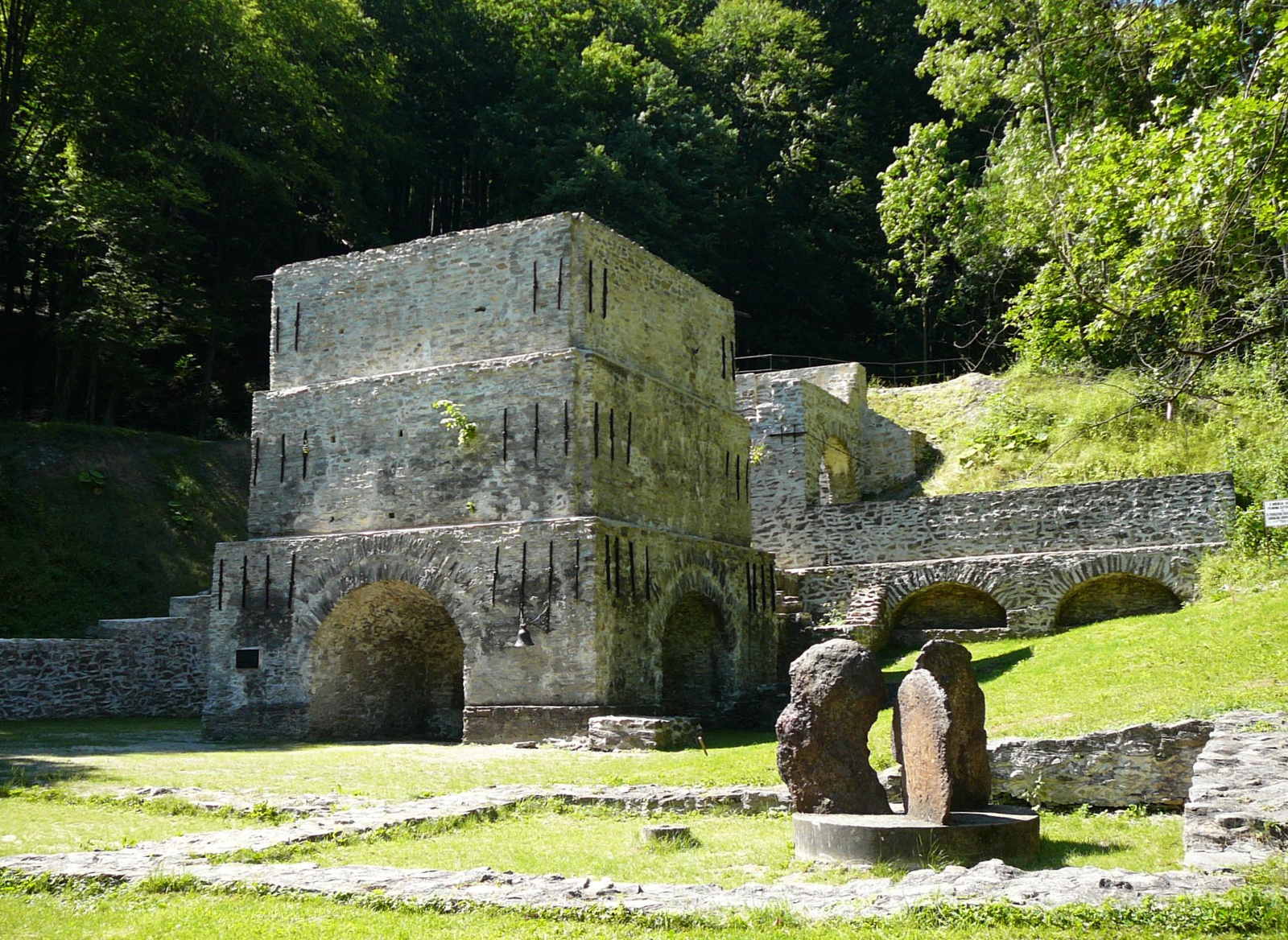
Fazola Frigyes műemlék őskohója Újmassán

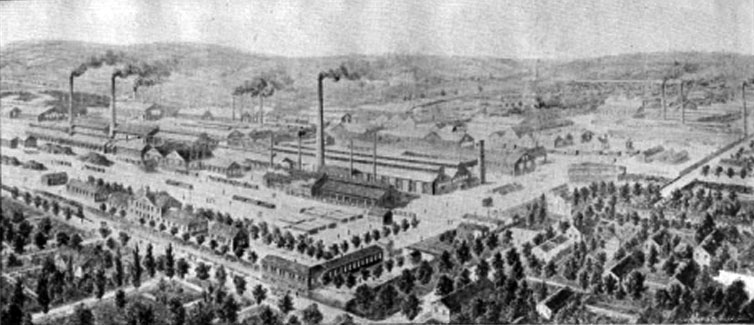
A diósgyőri vasgyár 1900-ban

A bükki kohászat kezdetei a XVIII. század második feléig nyúlnak vissza, amikor egy Würzburgban született egri kovácsmester, Fazola Henrik 1765-ben felépítette az első vasolvasztóját a mai Ómassán. Azonban télen, amikor a patak vize befagyott és a fújtatómalom kerekei nem forogtak, a kohónak le kellett állnia. Ezt elkerülendő később Fazola fia, Frigyes lentebb költözve Újmassán hozta létre az ipari műemlékként ma is létező kohóját, ahol több és jobb volt a Margit-forrás biztosította vízhozam. A vasércet szekerekkel hozták a kohó feletti tisztásra, az olvasztott vas pedig a még lentebb fekvő Hámor községnél felépített hámorokba került. A megfelelő vízhozam biztosítása érdekében 1820-ban a Garadna patak vizét egy völgyzáró gáttal felduzzasztották, s így megalkották a Hámori-tavat. Az évszázad végén aztán felépült a diósgyőri vasgyár, amely kezdetben a sínek és egyéb vasipari termékek gyártása mellett elsősorban hadi megrendeléseket teljesített. Az akkori viszonyoknak megfelelően az üzem számára létfontosságú volt az odavezető vasút megépítése is.
Akkoriban nagyobb kapacitású szállítóeszközként csak a vasút jöhetett szóba, így a vasút odavezetésének kérdését már a vasgyár építése kezdetétől mind az üzem vezetősége, mind a dolgozók, mind a minisztérium részéről megkülönböztetett figyelem kísérte. Ezt bizonyítja az a tény is, hogy a m. kir. Pénzügyi Minisztérium Glanzer Miksa ideiglenes vasgyári igazgatót mindjárt két tervezet, illetve költségvetés elkészítésével bízta meg. A város közgyűlése 1869-ben tárgyalt a javaslatokról. Ezek egyike egy 30 km hosszúságú bányavasút volt, amely átszelte Miskolc városát. Az 1860-as évek végétől 1971-ig üzemelő, 1000 mm-es nyomközű Perecesi bányavasút a vasgyár, a lakótelep és a bányák közötti összeköttetést volt hivatott biztosítani. A másik javaslat egy normál nyomközű vasút volt, melynek feladata a vagonoknak az országos vasúthálózatról a vasgyárig, illetve ellenirányba történő eljuttatása lett. A vonalon személyforgalom bevezetését is tervezték a vasgyár és a mellette fokozatosan kialakuló vasgyári lakótelep (kolónia), valamint a Tiszai pályaudvar közötti összeköttetés megteremtése érdekében. A közgyűlésen Lichtenstein József és Somogyi László egy harmadik vasúti tervezetet is ismertetett, e lóvasúti pályán a vasgyár, a kolónia és a Tiszai pályaudvar közötti kapcsolatot a városon át, annak bekapcsolásával kívánták biztosítani. Az előterjesztést elfogadták ugyan, de az csak később, némileg eltérő kivitelben valósult meg.
1869-ben a Miskolc - Diósgyőr vasút ügye az országgyűlés elé került, amely szintén elfogadta azt, majd a törvénycikket az uralkodó is aláírta. Ezután országgyűlés kihirdette, hogy a vasútvonalat fontossága miatt állami pénzen legkésőbb 1872 végéig meg kell építeni. Ekkor már semmi nem állott a munkálatok megkezdésének útjába, tehát az államvasút kiírta az árlejtést, s a munkálatok elvégzésével egy budapesti vállalkozót, Alföldi Károlyt bízta meg. A tervek elkészülte és engedélyezése után a tényleges építkezés 1872 elején indult meg. A feladat azonban nem volt egyszerű, mivel a gyár a környezetének domborzata miatt nehezen megközelíthető helyen épült fel. Ebből következik, hogy a földmunkákra az előirányzott 300 000 forintnál nagyobb összeget kellett elkölteni. További nehézséget jelentett, hogy a szükséges földterületet kisajátítása a tervezettnél többe került, és az ügymenet is elhúzódott és az érintett földtulajdonosok túlzott követelései miatt. Ezeken felül hátráltatta a munkálatokat a törvényhatóságok késedelmes eljárásai is. Az 1872-es év elején már világosan látszott, hogy a megszabott határidőre az építkezés nem lesz befejezhető.

## Jellemzői

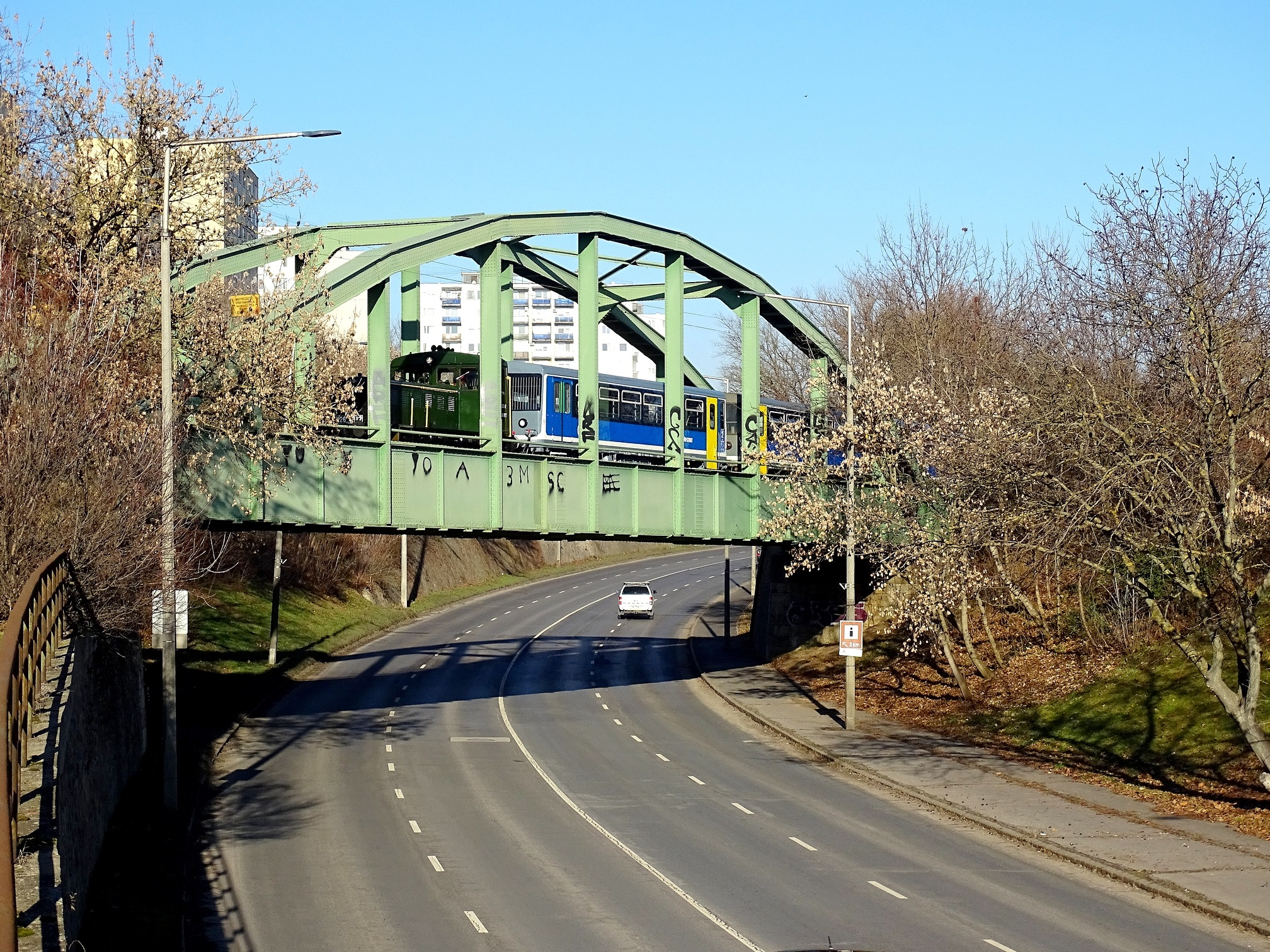
Magyarország első Langer-rendszerű vasúti hídja a diósgyőri vasúton a 3. sz. főközlekedési út felett

Az 1873-ban épített 93-as vonal Miskolc-Rendező vasútállomás déli részén ágazik ki a Budapest–Sátoraljaújhely-vasútvonalból. A Csabavezér út mentén délre halad, azt vasúti híddal keresztezi, majd egy hajtűkanyarral északra fordul. Ezt követően erősen emelkedő pályán az Avasi lakótelep alatt halad felfelé, és egy alagúton keresztül ér a diósgyőri medencébe. Itt egy teherpályaudvar található nagy méretű, romos állomásépülettel (Diósgyőr-Vasgyár), illetve iparvágány-kiágazások a Diósgyőri Acélművek felé. 1965-ben az állomás végpontjáig villamosították a vonalat. 2023-ban már nem volt feszültség alatt.
A vonal nyugatra halad tovább, elhalad a vasgyári temető mellett, keresztezi a Batthyány sort. Egy iparvágány-kiágazás a Diósgyőri Gépgyárba vezet, a vonal pedig az úgynevezett Ládi rakodótelepre vezető két iparvágánnyal ér véget.
A vonalból a mai avasi Tesco helyén iparvágány szintén ágazott ki a hejőcsabai cementgyár azóta elbontott gépjavító műhelye felé. Az ettől északabbra fekvő egyetemi fűtőmű iparvágánya még megvan, de hosszú idő óta használaton kívül áll, benőtte az erdő. Avasnál volt korábban egy vasúti őrház is, amelyet az ezredforduló után bontottak el.
A vonalon személyszállítás nem volt, a teherszállítás a 2010-es évek óta rendkívül lecsökkent, az Acélművekbe és a Gépgyárba már nemigen van vasúti kiszolgálás, a Ládi fatelep felé ritkán. Olykor különvonatok veszik igénybe a vonalat.